# 2018년 선댄스 영화제
제34회 선댄스 영화제는 2018년 1월 18일에 열린 시상식이다.

## 수상 및 후보

### 심사위원대상(미국 드라마)
- 카메론 포스트의 잘못된 교육 - 디자이리 아카반 수상

### 심사위원대상(미국 다큐멘터리)
- 카일라쉬 - 데렉 도닌 수상

### 심사위원대상(월드시네마 드라마틱)
- 버터플라이스 - 톨가 카라셀릭 수상

### 심사위원대상(월드시네마 다큐멘터리)
- 오브 파더 앤 선즈 - 타달 델키 수상

### 관객상(미국 드라마)
- 버든 - 앤드류 헤클러 수상

### 관객상(미국 다큐멘터리)
- 더 센텐스 - 루디 발데즈 수상

### 관객상(월드시네마 드라마틱)
- 더 길티 - 구스타브 몰러 수상

### 관객상(월드시네마 다큐멘터리)
- 디스 이즈 홈: 어 레퓨지 스토리 - 알렉산드라 시바 수상

### 관객상(베스트 오브 넥스트)
- 서치 - 아니쉬 차간티 수상

### 감독상(미국 드라마)
- 더 킨더가튼 티처 - 사라 코랑겔로 수상

### 감독상(미국 다큐멘터리)
- 온 허 숄더스 - 알렉산드리아 봄바치 수상

### 감독상(월드시네마 드라마)
- 앤 브리드 노멀리 - 이솔드 우그가도티르 수상

### 감독상(월드시네마 다큐멘터리)
- 셔커스 - 산디 탄 수상

### 각본상(미국 드라마)
- 낸시 - 크리스티나 최 수상

### 심사위원특별상(미국 드라마)
- 아이 씽 위아 어론 나우 - 리드 모라노 수상

### 심사위원특별상(미국 드라마) - 신인 감독상
- 몬스터즈 앤 맨 - 레이날도 마르쿠스 그린 수상

### 심사위원특별상(미국 다큐멘터리) - Inspirational Filmmaking
- 마인딩 더 갭 - 빙 리우 수상

### 심사위원특별상(미국 다큐멘터리)
- 헤일 카운티 디스 모닝, 디스 이브닝 - 라멜 로스 수상

### 심사위원특별상(미국 다큐멘터리) - 스토리텔링
- 쓰리 아이덴티컬 스트레인저스 - 팀 워들 수상

### 심사위원특별상(미국 다큐멘터리)- 소셜 임팩트
- 크라임+퍼니시먼트 - 스티븐 T. 메잉 수상

### 심사위원특별상(월드시네마 드라마틱) - 각본
- 타임 쉐어 - 줄리오 차베크몬테스 외 1명 수상

### 심사위원특별상(월드시네마 드라마틱) - 연기
- 데드 피그스

### 심사위원특별상(월드시네마 다큐멘터리)
- 마탕기 / 마야 / M.I.A. - 스티븐 러브릿지 수상

### 심사위원특별상(월드시네마 다큐멘터리) - 편집
- 아워 뉴 프레지던트 - 막심 포즈도롭킨 외 1명 수상

### 심사위원대상-단편
- 마트리아 - 알바로 가고 디아즈 수상

### 심사위원상-미국단편
- 헤어 울프 - 마리아마 디알로 수상

### 심사위원상-국제단편
- 우드 유 룩 앳 허 - 고란 스톨레브스키 수상

### 심사위원상-단편애니메이션
- 글루코스 - 제론 브랙스턴 수상

### 심사위원특별상-단편
- 이머전시 - 캐리 윌리엄스 수상
- 포브 - 제레미 콩트 수상
- 포 논나 안나 - 루이스 드 필리피스 수상

### 심사위원특별상-단편다큐멘터리
- 더 트레이더 - 탐타 가브리치제 수상

### 심사위원특별상-연기상
- 블레이즈 - 벤 딕키 수상

### 심사위원특별상-연기상(월드 시네마)
- 더 퀸 오브 피어 - 발레리아 베르투셀리 수상

### 심사위원특별상-촬영상(월드 시네마)
- 제네시스 2.0 - 맥심 아부개브 외 1명 수상

### 알프레드 P. 슬로안 상
- 서치 - 아니쉬 차간티 수상

### 넥스트 이노베이터상
- 밤이 오면 - 조다나 스피로 수상
- 위 디 애니멀스 - 제레미아 자가 수상

### 미국 드라마틱 경쟁
- 아메리칸 애니멀스 - 바트 레이튼
- 블레이즈 - 에단 호크
- 블라인드스포팅 - 까를로스 로페즈 에스트라다
- 버든 - 앤드류 헤클러
- 에이스 그레이드 - 보 번햄
- 아이 씽 위아 어론 나우 - 리드 모라노
- 리지 - 크레이그 맥닐
- 몬스터 - 앤서니 맨들러
- 몬스터즈 앤 맨 - 레이날도 마르쿠스 그린
- 낸시 - 크리스티나 최
- 쏘리 투 보더 유 - 부츠 라일리
- 더 킨더가튼 티처 - 사라 코랑겔로
- 카메론 포스트의 잘못된 교육 - 디자이리 아카반
- 와일드라이프 - 폴 다노
- 더 테일 - 제니퍼 폭스
- 타이렐 - 세바스찬 실바

### 미국 다큐멘터리 경쟁
- 비스비'17 - 로버트 그린
- 크라임+퍼니시먼트 - 스티븐 T. 메잉
- 다크 머니 - 킴벌리 리드
- 할 - 에이미 스콧
- 헤일 카운티 디스 모닝, 디스 이브닝 - 라멜 로스
- 인벤팅 투모로우 - 로라 닉스
- 카일라쉬 - 데렉 도닌
- 쿠사마 - 인피니티 - 헤더 렌즈
- 마인딩 더 갭 - 빙 리우
- 온 허 숄더스 - 알렉산드리아 봄바치
- 씽 알레드 - 소피 사테인 외 1명
- 더 데빌 위 노우 - 스테파니 소크틱
- 더 라스트 레이스 - 마이클 드웩

### 월드시네마 드라마틱 경쟁
- 앤 브리드 노멀리 - 이솔드 우그가도티르
- 버터플라이스 - 톨가 카라셀릭
- 데드 피그스 - 캐시 얀
- 홀리데이 - 이사벨라 에클로프
- 러브링 - 구스타보 피지
- 피티 - 바비스 마크리디스
- 페후지 - 알리 무리티바
- 더 길티 - 구스타브 몰러
- 더 퀸 오브 피어 - 발레리아 베르투셀리 외 1명
- 타임 쉐어 - 세바스찬 호프만
- 운 트라둑토르 - 로드리고 바리우소
- 야디 - 이드리스 엘바

### 월드시네마 다큐멘터리 경쟁
- 더 프라이스 오브 에브리씽 - 나다니엘 칸
- 더 센텐스 - 루디 발데즈
- 쓰리 아이덴티컬 스트레인저스 - 팀 워들
- 아노테스 아크 - 마티유 리츠
- 어 폴라 이어 - 사무엘 콜라데이
- 어 우먼 캡쳐드 - 버나뎃 투자 리터
- 제네시스 2.0 - 크리스챤 프레이 외 1명
- 마탕기 / 마야 / M.I.A. - 스티븐 러브릿지
- 오브 파더 앤 선즈 - 타달 델키
- 아워 뉴 프레지던트 - 막심 포즈도롭킨
- 셔커스 - 산디 탄
- 더 클리너스 - 모리츠 리제비크
- 오슬로 다이어리 - 몰 루시 외 1명
- 디스 이즈 홈: 어 레퓨지 스토리 - 알렉산드라 시바
- 웨스트우드: 펑크, 아이콘, 액티비스트 - 로나 터커

### 인디 에피소딕
- America To Me (episodes 1-3) - Steve James
- America To Me (episodes 1-5) - Steve James
- Paint - Michael Walker
- 프란체스카 - 캐이틀린 폰타나
- Halfway There - Rick Rosenthal
- 디스 클로즈 - 앤드류 안
- The Mortified Guide - Michael Mayer
- Mr Inbetween - Nash Edgerton
- High & Mighty - Carlos Lopez Estrada
- Tammy's Tiny Tea Time Episode 1 - Peter Gulsvig
- The Show About The Show (Season 2) - Caveh Zahedi
- Tropical Cop Tales - Jim Hosking
- I'm Poppy - Titanic Sinclair /
- Cherries - Diaz Jacobs /
- susaneLand - Susane Lee 외 1명
- The Passage - Kitao Sakurai
- Leimert Park - Mel Jones
- 더 어덜트러 - 토냐 지안즈 외 2명

### 단편영화 부문
- 맨 돈 위스퍼 - 조단 퍼스트맨
- 아리아 - 미르시니 아리스티두
- 가필드 - 조지 뱅크스 데이비스
- 자이언 - 플로이드 러스
- 월드 오브 투모로우 에피소드 투: 더 버든 오브 아더 피플스 소츠 - 돈 헤르츠펠트
- 돈 비 어 히어로 - 피트 리
- 프라이-업 - 샬롯 레건
- 홈 쇼퍼 - 데브 파텔
- 이머전시 - 캐리 윌리엄스
- 스웜프 - 주앙 세바스찬 메사
- 치얼 업 베이비 - 아디나 댄시거
- 줄리어스 시저 워즈 베리드 인 어 펫 세미트리 - 샘 그린
- 더 클라임 - 마이클 코비노
- 우드 유 룩 앳 허 - 고란 스톨레브스키
- 모드 - 안나 마가렛 홀리만
- 더 피셔맨 - 아나 A. 엘피자
- 인티미티 - 엘로디 데르망주
- 렌 보이즈 - 해리 라이턴
- 누우카 - 미쉘 라티머
- 쿤쿠 - 리마 센굽타
- 페인팅 위드 조안 - 잭 헨리 로빈스
- 포브 - 제레미 콩트
- 워 페인트 - 카트렐레 N. 킨드레드
- 포 논나 안나 - 루이스 드 필리피스
- 더 터크 샵 - 바하르 파르스
- 네바다 - 에밀리 앤 호프만
- 케어풀 하우 유 고 - 에머랄드 펜넬
- 더 바이올런스 오브 어 시빌리제이션 위드아웃 시크릿스 - 아담 카릴 외 2명
- 웜 - 크리스토퍼 윈터바우어
- 블루 크리스마스 - 샬롯 웰스
- 주디스 러브스 마샤 - 안나 게스켈
- 머드 - 샨딘 톰
- 셋 미 애즈 어 씰 어폰 다인 하트 - 오메르 토비
- 더 라이트 초이스 - 토미신 아데페주
- 아구아 비바 - 알렉사 림 하아스
- 엔드 오브 더 라인 - 제시카 샌더스
- 마트리아 - 알바로 가고 디아즈

### 단편 다큐멘터리 부문
- 2만 나치의 뉴욕 침공 - 마샬 커리
- 더 트레이더 - 탐타 가브리치제
- 복스 리포마 - 얀 망누손
- 베이비 브라더 - 카마우 비랄
- 말위의 소녀들 - 모니카 코텍카 외 1명
- 심포니 오브 어 새드 씨 - 카를로스 모랄레스
- 마이 데드 대드스 포르노 테이프스 - 찰리 타이렐
- 엔드 게임 - 롭 엡스타인 외 1명
- RX 얼리 디텍션 어 캔서 저니 위드 산드라 리 - 캐시 체르몰 슈레이베르

### 단편 애니메이션(애니메이션 스포트라이트)
- 마니볼드 - 친티스 룬드그렌
- O - 마리오 라데브 외 1명
- 어 브리프 스파크 북엔디드 바이 다크니스 - 브렌트 그린
- 플러 - 줄리 플리겐스판
- 글루코스 - 제론 브랙스턴
- 아이즈 백스 - 준 호
- 레드 드라이버 - 랜달 크리스토퍼
- 점 - 김강민
- 더 버든 - 니키 린드로트 본 바르

### 단편 미드나잇
- 그레이트 초이스 - 로빈 코미사
- 디어 보이 - 카타르지나 곤덱
- 헤어 울프 - 마리아마 디알로
- 썰스데이 나이트 - 곤살로 알메이다
- 블랙 - 토마시 포파쿨
- 울트라바이올렛 - 마크 존슨
- 더 블레이징 월드 - 칼슨 영
- The Shivering Truth - Vernon Chatman 외 1명

### 단편 프리씨딩 피쳐스
- 이브 - 수잔 베이
- 헷지혹스 홈 - 에바 크비자노빅
- 아이 라이크 걸스 - 디안느 오봉사윈
- 레이저시즘 - 샤카 킹
- 마파 - 그렉 맥클라우드 외 1명
- 와일드 와일드 웨스트: 어 뷰티풀 랜트 바이 마크 브래드포드 - 다임 데이비스

### 넥스트
- 306 할리우드 - 엘란 보가린 외 1명
- 어 보이, 어 걸, 어 드림: 러브 온 일렉션 나이트 - 큐아심 바시르
- 언 이브닝 위드 비버리 러프 린 - 짐 호스킹
- 클라라스 고스트 - 브라이디 엘리엇
- 매들린스 매들린 - 조세핀 데커
- 밤이 오면 - 조다나 스피로
- 서치 - 아니쉬 차간티
- 스케이트 키친 - 크리스탈 모셀
- 위 디 애니멀스 - 제레미아 자가
- 화이트 래빗 - 데릴 웨인

### 미드나잇
- 아리조나 - 조나단 왓슨
- 어쌔시네이션 네이션 - 샘 레빈슨
- 허레더테리 - 아리 에스터
- 로드 오브 카오스 - 조나스 애커룬드
- 맨디 - 파노스 코스마토스
- 네버 고잉 백 - 어거스틴 프리젤
- 피어싱 - 니콜라스 페스케
- 리벤지 - 코랄리 파르쟈
- 썸머 오브 '84 - 프랑소와 시마드 외 2명

### 스팟라이트
- 비스트 - 마이클 피어스
- 폭스트롯 - 사무엘 마오즈
- 나는 마녀가 아니다 - 룬가노 니오니
- 스위트 컨트리 - 워윅 쏜톤
- 더 데스 오브 스탈린 - 아만도 이아누치
- 더 라이더 - 클로이 자오
- 유 워 네버 리얼리 히어 - 린 램지

### 프리미어
- 어 퓨틸 & 스투피드 제스처 - 데이빗 웨인
- 어 키드 라이크 제이크 - 실라스 하워드
- 베이루트 - 브래드 앤더슨
- 콜레트 - 워시 웨스트모어랜드
- 헤러틱 - 조슈아 마스턴
- 댐즐 - 데이비드 젤너 외 1명
- 돈 워리, 히 원트 겟 파 온 풋 - 구스 반 산트
- 하트 비트 라우드 - 브렛 헤일리
- 줄리엣, 네이키드 - 제시 페레츠
- 리브 노 트랜스 - 데브라 그래닉
- 오필리아 - 클레어 맥카시
- 프라이빗 라이프 - 타마라 젠킨스
- 퍼즐 - 마크 터틀타웁
- 더 캐쳐 워즈 어 스파이 - 벤 르윈
- 더 해피 프린스 - 루퍼트 에버릿
- 더 롱 덤 로드 - 한나 피델
- 왓 데이 해드 - 엘리자베스 촘코

### 다큐멘터리 프리미어
- 아키시타: 더 배틀 오브 스탠딩 락 - 코디 루시치
- 배드 레퓨테이션 - 케빈 커슬레이크
- 빌리버 - 돈 아고트
- 소년 쉐프 플린 - 캐머런 예이츠
- 제너레이션 웰스 - 로린 그린필드
- 하프 더 픽쳐 - 에이미 아드리온
- 제인 폰다 인 파이브 액츠 - 수잔 라시
- 킹 인 더 와일드니스 - 피터 W. 쿤하르트
- 콰이어트 히어로즈 - 제니 맥켄지
- RBG - 벳시 웨스트 외 1명
- 로빈 윌리엄스: 컴 인사이드 마이 마인드 - 마리나 제노비치
- 스튜디오 54 - 맷 타이노어
- 더 게임 체인저스 - 루이 시호요스
- 원트 유 비 마이 네이버? - 모건 네빌

### 선댄스 키즈
- 새벽을 알리는 루의 노래 - 유아사 마사아키
- 사이언스 페어 - 크리스티나 코스탄티니 외 1명
- 화이트 팡 - 알렉상드르 에스피가레

### 선댄스 컬렉션
- An Evening with Todd Haynes
- 스모크 시그널스 - 크리스 아이르

### 스페셜 이벤트
- Lenny - Lena Dunham
- 패스 오버 - 스파이크 리
- RuPaul뭩 Drag Race: A Retrospective of the Cultural Phenomenon - RuPaul Charles
- 더 킹 - 유진 자렉키
- 더 트레이드 - 매튜 하이네만
- 와일드 와일드 컨츄리 - 채프먼 웨이 외 1명

### 필름 앤 퍼포먼스
- 어 싸우전드 쏘츠 - 샘 그린
- Deep Astronomy and the Romantic Sciences - Cory McAbee
- Narcissister Organ Player - Narcissister
- (Star) - Johann Lurf

### 전시
- Awavena - Lynette Wallworth
- Elastic Time - Mark Boulos
- Experience Realistic Touch in Virtual Reality - Andrew Mitrak 외 3명
- Frankenstein AI: A Monster Made by Many - Lance Weiler 외 2명
- Hero - Navid Khonsari 외 1명
- Space Explorers: A New Dawn - Paul Raphael 외 1명
- TendAR - Samantha Gorman 외 1명
- VR I - Gilles Jobin 외 2명
- Zikr: A Sufi Revival - Gabo Arora 외 2명

### VR
- 배틀스카 - 마틴 알라이스 외 1명
- Chorus - Tyler Hurd
- DICKGIRL 3D(X) - Sidsel Meineche Hansen
- 디너 파티 - 앤젤 마뉴엘 소토
- Dispatch - Edward Robles
- 붉은 바람 - 이승무
- Isle of Dogs Behind the Scenes (in Virtual Reality) - A collaboration between Felix Lajeunesse and Paul Raphael and the Isle of Dogs production team
- Masters of the Sun - will.i.am
- 마이크로 자이언츠 - 이푸 저우
- On My Way - Yung Jake
- Space Explorers: A New Dawn - Paul Raphael 외 1명
- SPHERES: Songs of Spacetime - Eliza McNitt
- 더 서메이션 오브 포스 - 나렐 아우티오 외 2명
- The Sun Ladies VR - Maria Bello 외 2명
- 울브스 인 더 월즈 - 피트 빌링턴
- 유어 스피리츄얼 템플 석스 - 존 쉬
- ZIKR: 어 수피 리바이벌 - 가보 아로라